# Trung tâm Greenland Vũ Hán
Trung tâm Greenland Vũ Hán (tiếng Trung:武汉绿地中心; pinyin:Wǔhàn lǜdì zhōngxīn; nghĩa là Trung tâm Xanh Vũ Hán)  là một tòa nhà chọc trời cao 475,6 mét (1.562 ft) với 97 tầng ở Vũ Hán, Trung Quốc. Tòa tháp ban đầu được lên kế hoạch là 636,3 mét (2.087 ft) nhưng nó đã được thiết kế lại giữa quá trình xây dựng do các quy định về không phận nên chiều cao của nó không vượt quá 500 mét (1.640 ft) so với mực nước biển. Một tòa nhà khác ở Trung Quốc là Trung tâm tài chính quốc tế Bình An cũng bị thu nhỏ quy mô vì lý do tương tự.
Kế hoạch ban đầu cho tòa nhà là tăng chiều cao 636,3 mét (2.087 ft),[6] vượt qua Tháp Thượng Hải chỉ 4 mét (14 ft) và Tokyo Skytree 2 mét (7 ft), khiến nó trở thành tòa nhà cao thứ hai cấu trúc nhân tạo trên thế giới. Khi Trung tâm Greenland Vũ Hán đạt đến tầng 97, việc xây dựng đã bị tạm dừng do hạn chế về không phận dẫn đến việc thiết kế lại sau đó thành tòa nhà 475,6 mét (1.562 ft)[7] thay vì tòa nhà 636,3 mét (2.087 ft). Trung tâm Greenland Vũ Hán hiện là tòa nhà cao thứ 14 trên thế giới.